# Епархия Мбаики
Епархия Мбаики (лат. Dioecesis Mbaikiensis) — епархия Римско-Католической церкви c центром в городе Мбаики, Центральноафриканская Республика. Юрисдикция епархии Мбаики распространяется на префектуру Лобае. Епархия Мбаики входит в митрополию Банги. Кафедральным собором епархии Мбаики является церковь Святой Жанны д'Арк.

## История
10 июня 1995 года Римский папа Иоанн Павел II издал буллу Ad efficacius, которой учредил епархию Мбаики, выделив её из архиепархии Банги.

## Ординарии епархии
- епископ Гуэррино Перин M.C.C.I.[1] (10.06.1995 — по настоящее время).